# Паук (фильм, 2024)
«Пау́к» (англ. The Spider) — американский фанатский боди-хоррор, основанный на комиксах Marvel о персонаже Человеке-пауке. Создан Locust Garden Pictures и выпущен на платформе YouTube. Режиссёром и сценаристом фильма выступил Энди Чен. Роль Питера Паркера исполнил Чендлер Риггз; также в фильме сыграли Холги Форрестер, Карл Аддикотт, Кира Элиз Гарднер, Кэйли Кауэн и Эндрю Хернон. По сюжету, после укуса радиоактивного паука, Питер Паркер вместо героя в костюме мутирует в паука и начинает убивать людей.

## Сюжет
Во время школьной экскурсии Питер Паркер получает укус от сбежавшего радиоактивного паука. Паркер отправляется домой, жалуясь на боль и осматривая место укуса. Его размышления прерываются выехавшей машиной, которая сбивает его, и он падает на землю. Один из пассажиров решает обокрасть Паркера, но тот хватает его за руку, от чего кожа на руке вора сползает и он начинает кричать. Придя домой, Паркер пытается отмыть кожу и кровь вора со своих рук и осматривает место укуса, которое разрослось ещё больше. Тишина прерывается тётей Мэй, которая стучится в ванну и расспрашивает племянника о его состоянии и зовёт его ужинать. Во время вытирания рук к нему приклеивается полотенце, а затем и одежда. Осознав свои силы и возможности, он начинает ползать по стенам и прыгать по крышам. По возвращении в спальню Паркера начинает тошнить. Во время рвоты он замечает, что теряет зубы. Юношу охватывает паника, и он теряет сознание.
Кадр сменяется, и Паркер оказывается спящим в школе, где его будят учитель и одноклассница Гвен Стейси. Паркеру становится хуже; он кричит от боли и едет в больницу в машине скорой помощи, однако после попыток парамедиков помочь ему из живота подростка вырывается нечто наподобие паучьей лапы и убивает их.
По телевидению передают об убийстве медиков; репортаж видит дядя Бен. Питер пробегает в свою комнату и закрывается. Бен идёт в комнату племянника и впадает в ступор от его внешнего вида вследствие мутации. Домой приходит тётя Мэй и окликает Бена и Питера. Войдя в комнату Питера, она пробирается сквозь паутину и видит, как её мутировавший племянник поедает Бена. У Мэй начинается истерика, Питер смотрит на неё и начинаются титры.

Мутировавший Питер Паркер

В сцене после титров Мэри Джейн Уотсон бежит, оглядываясь по переулку, однако её настигает окончательно мутировавший Питер, который убивает её.

## В ролях
| Актёр             | Роль                |
| ----------------- | ------------------- |
| Чендлер Риггз     | Питер Паркер        |
| Карл Аддикотт     | Бен Паркер          |
| Холги Форрестер   | Мэй Паркер          |
| Кэйли Кауэн       | Гвен Стейси         |
| Кира Элиз Гарднер | Мэри Джейн Уотсон   |
| Эндрю Хернон      | Джей Джона Джеймсон |
| Ронан Артур       | учитель             |

## Производство
В ноябре 2023 года на просторах СМИ появилась информация о начале съёмок безымянного короткометражного фильма о Человеке-пауке. Режиссёр Энди Чен вдохновился идей сделать кровавую и жестокую версию супергероя после успеха своего короткометражного фильма «Фиона», являющегося хоррор-версией мультфильма «Шрек». 17 марта 2024 года вышел трейлер, а уже 20 апреля состоялся релиз ленты на YouTube.

## Критика
Кристофер Миллс из CoveredGeekly дал фильму 8 баллов из 10, похвалив актёрскую игру Риггза и операторскую работу, отметив, что она даёт чувство «приключений и острых ощущений».
Сайт Horror Movies Uncut также положительно отозвался о короткометражке, отметив её «заманчивый взгляд на альтернативную вселенную».